# 1987 у футболі
Нижче наведені футбольні події 1987 року у всьому світі.

## Засновані клуби
- Славія-Мозир (Білорусь)
- Ворренпойнт Таун (Північна Ірландія)

## Національні чемпіони
- Англія: Евертон
- Аргентина: Росаріо Сентраль
- Бразилія: Спорт Ресіфе
- Італія: Наполі
- Іспанія: Реал Мадрид
- Нідерланди: ПСВ
- Парагвай: Серро Портеньйо
- Португалія: Бенфіка
- СРСР: Спартак (Москва)